# أليكس واشنطن
أليكس واشنطن (بالإنجليزية: Alex Washington)‏ هو لاعب كرة قدم أمريكي في مركز الوسط، ولد في 7 مايو 1995 في سانت كروا في الولايات المتحدة. شارك مع منتخب الجزر العذراء الأمريكية لكرة القدم.

## وصلات خارجية
- أليكس واشنطن على موقع قاعدة بيانات كرة القدم.إي يو (الإنجليزية)
- أليكس واشنطن على موقع ناشيونال فوتبول تيمز (الإنجليزية)